# Contea di Bureau
La contea di Bureau (in inglese Bureau County) è una contea dello Stato dell'Illinois, negli Stati Uniti. La popolazione al censimento del 2000 era di 35 503 abitanti. Il capoluogo di contea è Princeton.